# Pseudeurina miscanthi
Pseudeurina miscanthi är en tvåvingeart som först beskrevs av Nartshuk 1965.  Pseudeurina miscanthi ingår i släktet Pseudeurina och familjen fritflugor. Inga underarter finns listade i Catalogue of Life.